# 돌단풍
돌단풍은 범의귀과에 딸린 여러해살이풀이다. 한국·만주에 분포한다. 충북 이북 지방의 돌에 붙어 자란다.

## 생김새
줄기는 가로 누우며 비대하고 짧다. 비늘조각 모양의 막질 숙존포(宿存苞)가 밀착하고 꽃줄기는 곧게 선다. 잎은 모여 나며 잎자루가 길고 5~7 조각으로 가운데가 갈라진다. 잎조각은 달걀 모양의 타원형이고 끝이 날카로우며, 가장자리에 결각 또는 가는 톱니가 있으며 양편에 털이 없고 윤이 난다. 꽃은 백색 바탕에 엷은 홍색을 띠며 봄(5월)에 원뿔모양의 취산꽃차례로 핀다. 수술은 6개이고 꽃잎보다 다소 짧다. 열매는 달걀 모양의 삭과이고 성숙하면 2개로 갈라진다. 물가의 바위에 나며 어린 잎은 식용한다.

## 재배 및 관리
오전에 빛이 들고 오후에는 그늘이 지는 장소가 적합하다. 물가에 자생해 공중습도가 높은 환경을 좋아하지만 뿌리는 습한 것을 싫어하므로, 용토는 물빠짐이 잘 되도록 굵은 마사토와 부엽이 적당히 섞인 혼합토를 사용한다.
종자 결실이 되는 7-8월에 종자를 받아 바로 뿌리거나 9월경에 뿌린다.

## 사진

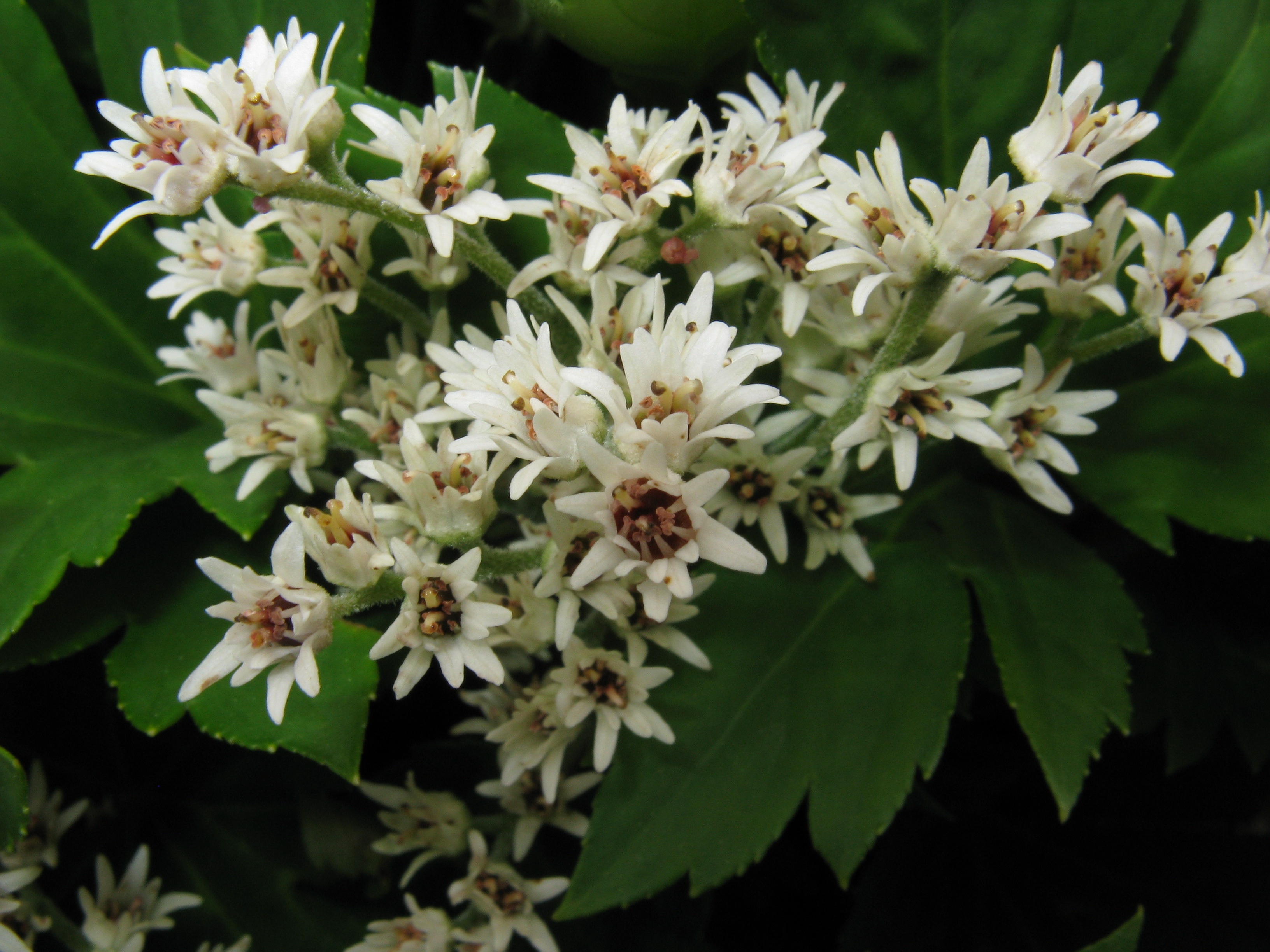
꽃
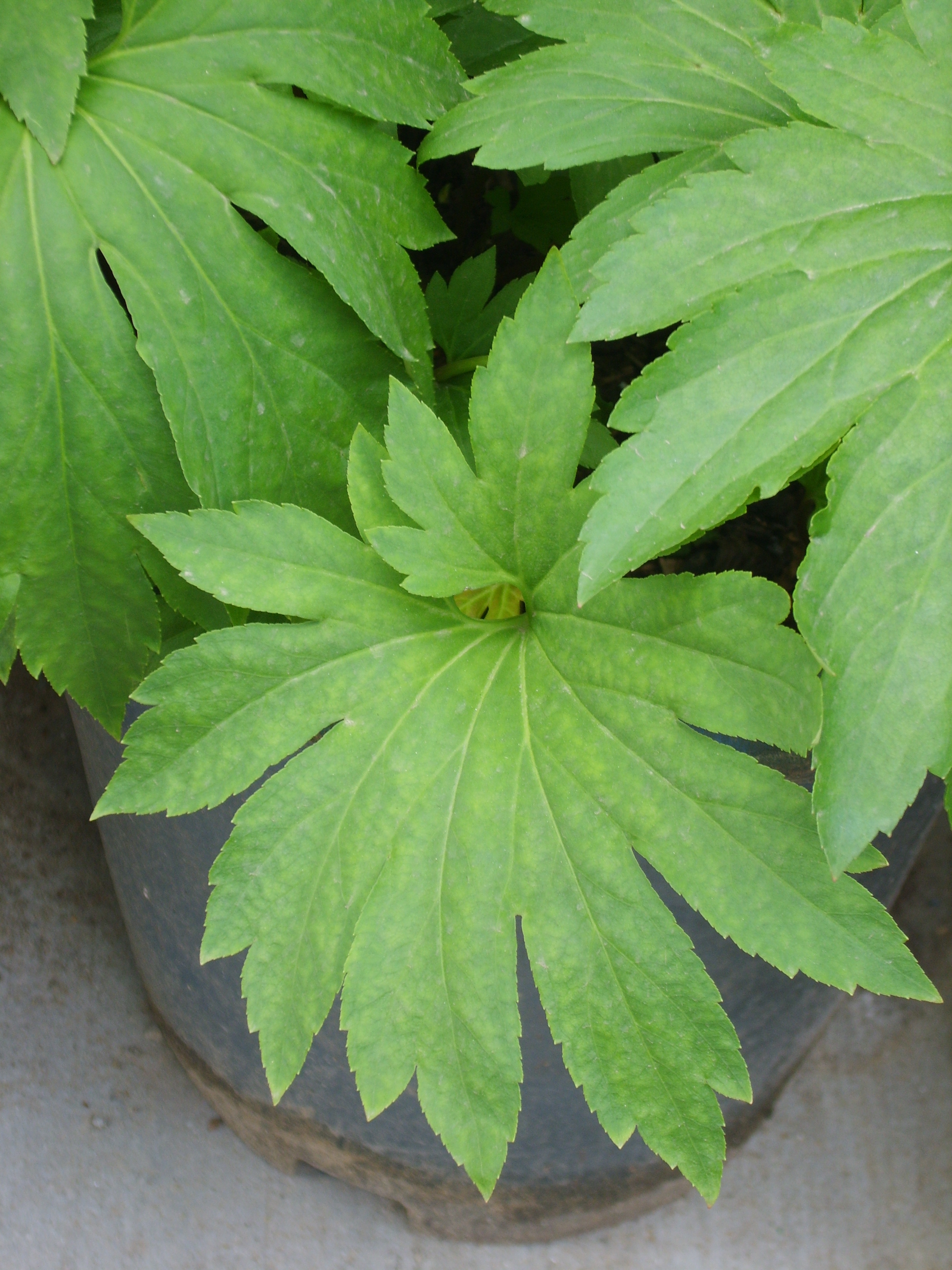
잎
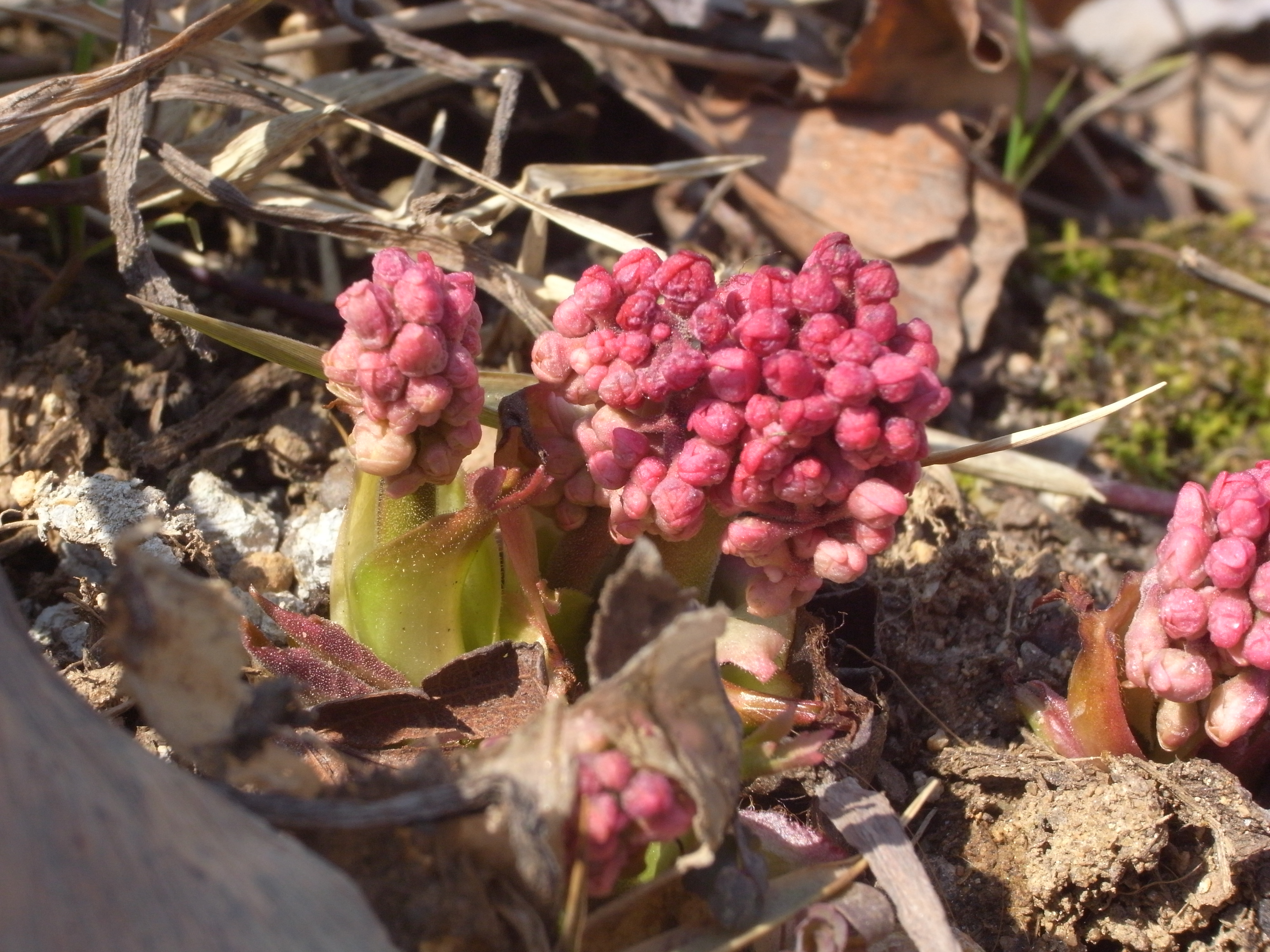
새순

## 참고 문헌
- 이 문서에는 다음커뮤니케이션(현 카카오)에서 GFDL 또는 CC-SA 라이선스로 배포한 글로벌 세계대백과사전의 내용을 기초로 작성된 글이 포함되어 있습니다.